# Wieszczęta

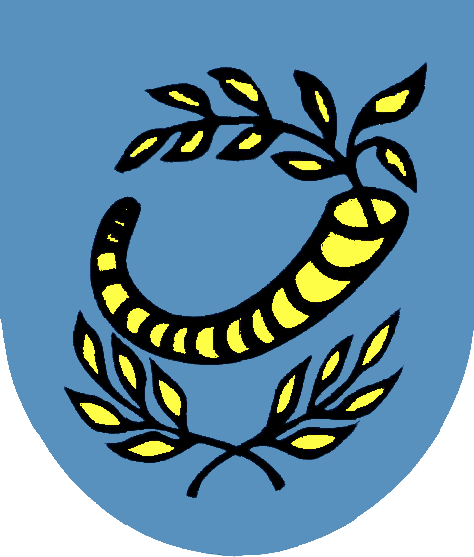
Nieoficjalny herb wsi Wieszczęta

Wieszczęta (niem. Wiestschont, Wieschtzend, Wieschtont, cz. Věščút) – wieś sołecka w południowej Polsce, w województwie śląskim, w powiecie bielskim, w gminie Jasienica, w obrębie aglomeracji bielskiej. Powierzchnia sołectwa wynosi 199,4 ha, a liczba ludności 487, co daje gęstość zaludnienia równą 244,2 os./km².
Od północy graniczy z Roztropicami, od zachodu z Kowalami, od południa z Bielowickiem, od południowego wschodu z Łazami, a od północnego wschodu z Rudzicą. Pod względem fizycznogeograficznym położona jest na Pogórzu Śląskim, a pod względem historycznym – na Śląsku Cieszyńskim.
Przez wieś płynie Łaziński Potok, prawobrzeżny dopływ Iłownicy.

## Części wsi
| SIMC    | Nazwa  | Rodzaj    |
| ------- | ------ | --------- |
| 0055277 | Kęciki | część wsi |
| 0055283 | Kowale | część wsi |

## Historia

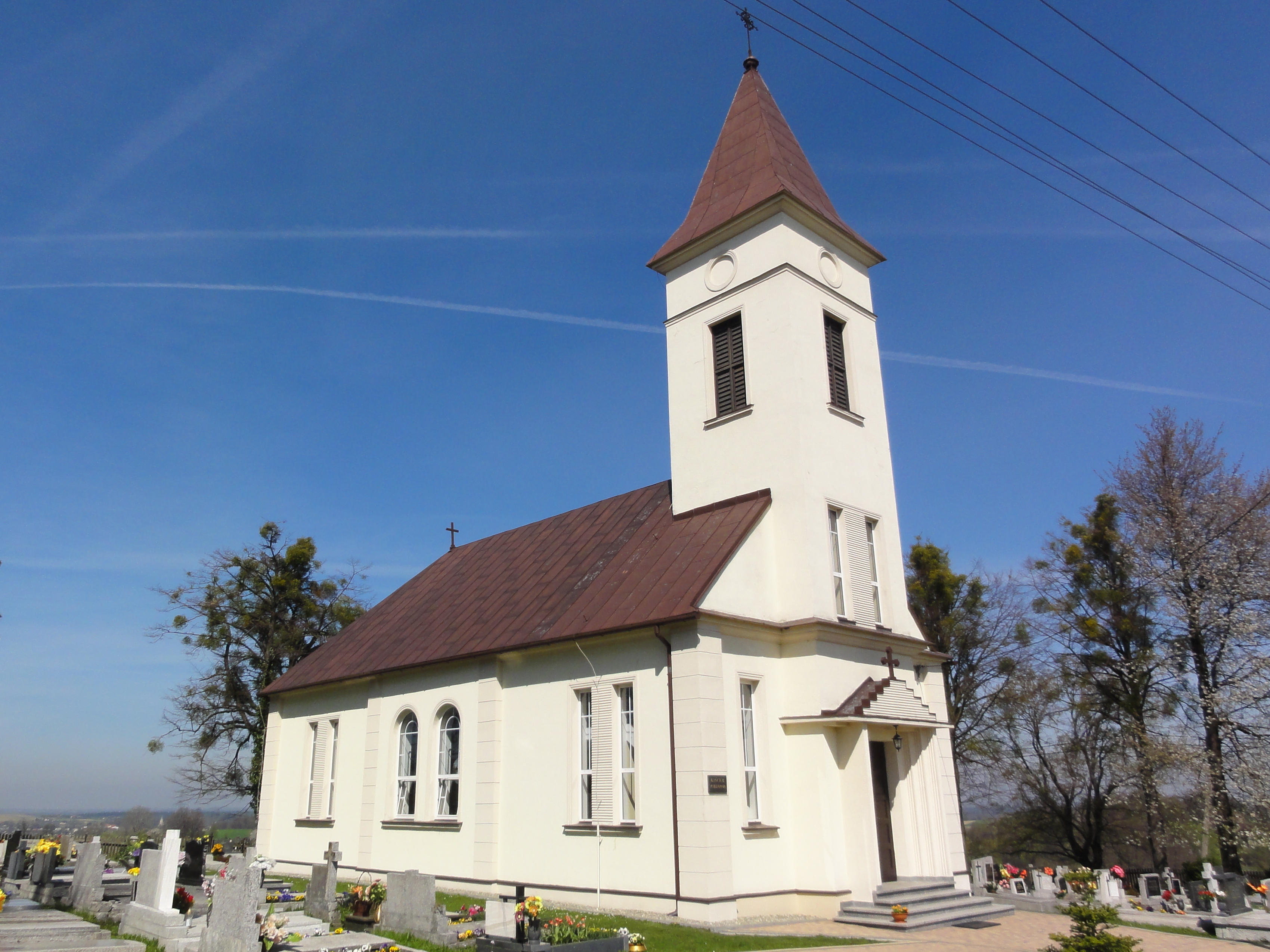
Kościół ewangelicki

Wieszczęta (wieś Wieszcza) powstały w XVI wieku jako osada zagrodnicza. Po raz pierwszy wzmiankowane zostały w 1577. Do 1594 Wieszczęta znajdowały się w granicach wydzielonego z księstwa cieszyńskiego skoczowsko-strumieńskiego państwa stanowego. Następnie miejscowość dzieliła na powrót losy księstwa cieszyńskiego do połowy XIX wieku. W 1849 r. weszła w skład powiatu bielskiego, tworząc gminę wiejską. 
Według austriackiego spisu ludności z 1900 w 18 budynkach w Wieszczętach na obszarze 198 hektarów mieszkało 120 osób, co dawało gęstość zaludnienia równą 60,6 os./km². z tego 53 (44,2%) mieszkańców było katolikami, 65 (54,2%) ewangelikami a 2 (1,7%) wyznawcami judaizmu, 115 (95,8%) było polsko- a 5 (4,2%) niemieckojęzycznymi. Do 1910 roku przybyło: 1 budynek i 17 mieszkańców, z czego 12 katolików i 7 ewangelików, wszyscy zaś byli polskojęzyczni.
W 1945 r. utraciła samodzielność jako gmina, wschodząc kolejno w skład: gminy Grodziec, gromady Grodziec (od 1954) i od 1973 r. gminy Jasienica. W latach 1975–1998 położona była w województwie bielskim.

## Religia
Na terenie wsi działalność duszpasterską prowadzi Kościół Ewangelicko-Augsburski, parafia w Wieszczętach-Kowalach. Mieści się tu ewangelicki Kościół Pojednania.

## Ludzie związani z Wieszczętami
- Henryk Ćmok (1932–2007) – polski duchowny luterański, konsenior diecezji mazurskiej Kościoła Ewangelicko-Augsburskiego w PRL (urodzony w Wieszczętach)[13].